# Azzedine Aït Djoudi
 (mars 2024).
Azzedine Aït Djoudi, né le 24 janvier 1967 à Tébessa, est un entraîneur et conseiller technique de football algérien.

## Biographie
Azzedine Aït Djoudi commence dès l'enfance à pratiquer le football au sein de la JS Kabylie, où il atteint le niveau professionnel.
Il sort diplômé de l'ISTS et choisit une carrière d'entraîneur sportif à 25 ans. Elle le mène vers de nombreux clubs : SS Sidi Aïch, ESM Boudouaou, O Médéa, JS Bordj Menaiel, USM El Harrach, AS Ain M'lila , JSM Bejaia, MSP Batna. C'est avec ce dernier club qu'il gagne la confiance de plusieurs grands club algériens et continue sa carrière à l'USM Alger, la JS Kabylie, CR Belouizdad ou encore ES Sétif.
Il est ensuite recruté par le CS sfaxien (Tunisie), jusqu'à une séparation à l'amiable fin septembre 2009. Il retourne alors en Algérie pour entraîner l'AS Khroub. Par ailleurs, il travaille en sélection nationale A en 2001 en qualité d'adjoint du duo Abdelhamid Kermali-Abdelhamid Zouba.
Le 13 septembre 2010, il est désigné par le président de la Fédération algérienne de football, Mohammed Raouraoua comme entraîneur de l'Équipe d'Algérie olympique de football (U23).
Il reçoit le prix du meilleur entraîneur algérien à trois reprises : 2004, 2009 et 2014.

## Carrière
En tant que joueur
- 1977-1987 : JS Kabylie (toutes catégories confondues).
- 1987-1989 : Hydra AC.
- 1989-1991 : ES Ben Aknoun.

En tant qu'entraîneur
- 1995-1996 :  ESM Boudouaou
- 1996-1997 :  CB Mila
- 1998-1999 :  O Médéa
- 1999-2000 :  JS Bordj Menaiel
- 2000-2001 :  USM El Harrach
- 2001 :  Équipe d'Algérie (adjoint)
- 2001-2002 :  USM Annaba
- 2002-2003 :  USM Alger
- 2003-2004 :  JS Kabylie
- 2004-2005 :  MC Oujda
- Août 2005 :   CA Bordj Bou Arreridj
- Mars 2006 :  CR Belouizdad
- 2006-2007 :  JS Kabylie
- 2007-2008 :  HUS Agadir
- 2008-2009 :  ES Sétif
- 2009 :  CS sfaxien
- 2009 :  ES Zarzis
- 2010 :  AS Khroub
- 2010-2012 :  Équipe d'Algérie olympique (U23)
- 2012 :  NA Hussein Dey
- 2012-2013 :  Maghreb de Fès
- 2013-2014 :  JS Kabylie
- 2014 :  NA Hussein Dey
- 2014-2015 :  MC El Eulma
- 2015-Novembre 2016 :  MC Oujda
- 2016-Octobre 2017 :  O Khouribga
- 2017-Mars 2017 :  JS Kabylie
- mars-mai 2018 :  MO Béjaia

## Palmarès
- Championnat d'Algérie (3)
  - Vainqueur : 2003 (USM Alger)
  - Vainqueur : 2004 (JS Kabylie)
  - Vainqueur : 2009 (ES Sétif)
  - Vice-Champion : 2007 (JS Kabylie),
  - Vice-Champion : 2014 (JS Kabylie)
- Coupe d'Algérie (1)
  - Vainqueur : 2003 (USM Alger)
  - Finaliste : 2004 (JS Kabylie)
  - Finaliste : 2014 (JS Kabylie)
- Coupe nord-africaine des vainqueurs de coupe
  - Vainqueur : 2010 ( Équipe d'Algérie Olympique)
- Championnat d'Algérie D2 (1)
  - Vainqueur : 2018 (MO Béjaïa)
- Championnat d'Algérie D3 (1)
  - Vainqueur : 1996 (ESM Boudouaou)

## Distinctions personnelles
- Prix du meilleur entraîneur algérien 2004, 2009 et 2014